# Gabriel Cramer

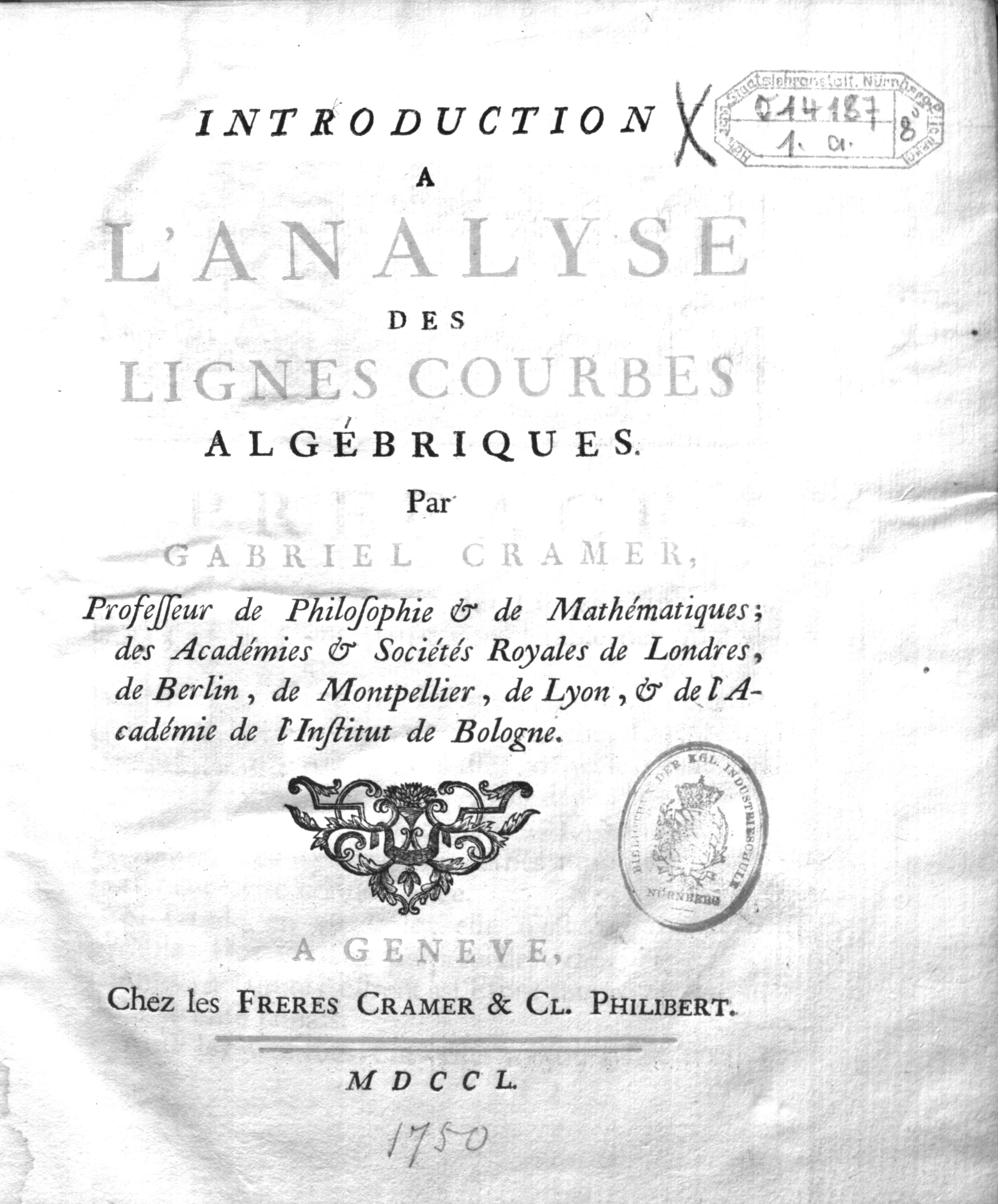
Voorpagina van zijn boek Introduction a l’analyse de lignes courbes algébriques

Gabriel Cramer (Genève, 31 juli 1704 - Bagnols-sur-Cèze (Frankrijk), 4 januari 1752) was een Zwitsers wiskundige. Hij bedacht de regel van Cramer om een stelsel van n lineaire algebraïsche vergelijkingen met n onbekenden op te lossen met determinanten.

## Leven
Hij werd geboren als de zoon van de arts, Jean Cramer en zijn vrouw Anne Mallet Cramer. Het echtpaar had nog twee andere zonen. Vanaf een jonge leeftijd had hij aanleg voor wiskunde. Op zijn achttiende ontving hij zijn doctorstitel voor een these op het gebied van de akoestiek. In 1724 werd hij wiskundeprofessor aan de Universiteit van Genève. Hier stelde hij voor om zijn colleges niet meer in het Latijn te houden, maar in het Frans. Tussen 1727 en 1729 maakte hij meerdere reizen, waarbij de volgende wiskundigen ontmoette: 
- in Bazel: Johann Bernoulli en Leonhard Euler,
- in Engeland: Edmond Halley, Abraham de Moivre, James Stirling en anderen,
- in Leiden: Willem Jacob 's Gravesande,
- in Parijs: Bernard le Bovier de Fontenelle, Pierre Louis Moreau de Maupertuis, Georges-Louis Leclerc de Buffon en Alexis Claude Clairaut.

Deze ontmoetingen en de eruit voortvloeiende briefwisselingen beïnvloedden zijn latere werk. Cramer stierf in 1752, 47 jaar oud, in Bagnols-sur-Cèze, in het Franse departement Gard

## Werk
In 1728 stelde hij een oplossing voor de Sint-Petersburgparadox voor, die dicht in de buurt kwam van de verwachte nutshypothese, waarvoor de aanzet tien jaar later door Daniel Bernoulli werd gegeven. 
Zijn bekendste werk verrichtte hij na zijn veertigste. In zijn werk over algebraïsche krommen, "Introduction à l'analyse des lignes courbes algébraique", dat in 1750 verscheen, toonde hij onder meer aan dat een kromme van de n-de graad in het algemene geval wordt bepaald door precies 
{\displaystyle \displaystyle {\frac {n*(n+3)}{2}}} punten
In een bijlage bij dit werk beschrijft hij een formule voor de oplossing van lineaire systemen, die als de Regel van Cramer bekend wordt. Hiermee geeft hij de aanzet tot de ontwikkeling van de theorie van determinanten. Verder verzorgde hij de uitgave van enige werken van de twee oudere Bernoulli broers. Ook schreef hij over de fysische 'oorzaak' van de bolvormige vorm van de planeten en de apsis van hun baan (1730). In 1746 publiceerde hij een commentaar op Newtons behandeling van tweedegraads krommen. 
Naast zijn wiskundige werk publiceerde hij werk op het gebied van de rechtsfilosofie en de geschiedenis van de wiskunde. Hij bekleedde verscheidene publieke ambten in zijn geboortestad, onder andere op het gebied van defensie en bewapening, maar ook was hij actief bij het organiseren van kerkbouw en had hij belangstelling voor kerkachieven.

## Referentie
- W. W. Rouse Ball, A Short Account of the History of Mathematics, (4de editie, 1908)